# 翁托克河
49°59′34″N 20°57′36″E / 49.992667°N 20.960052°E

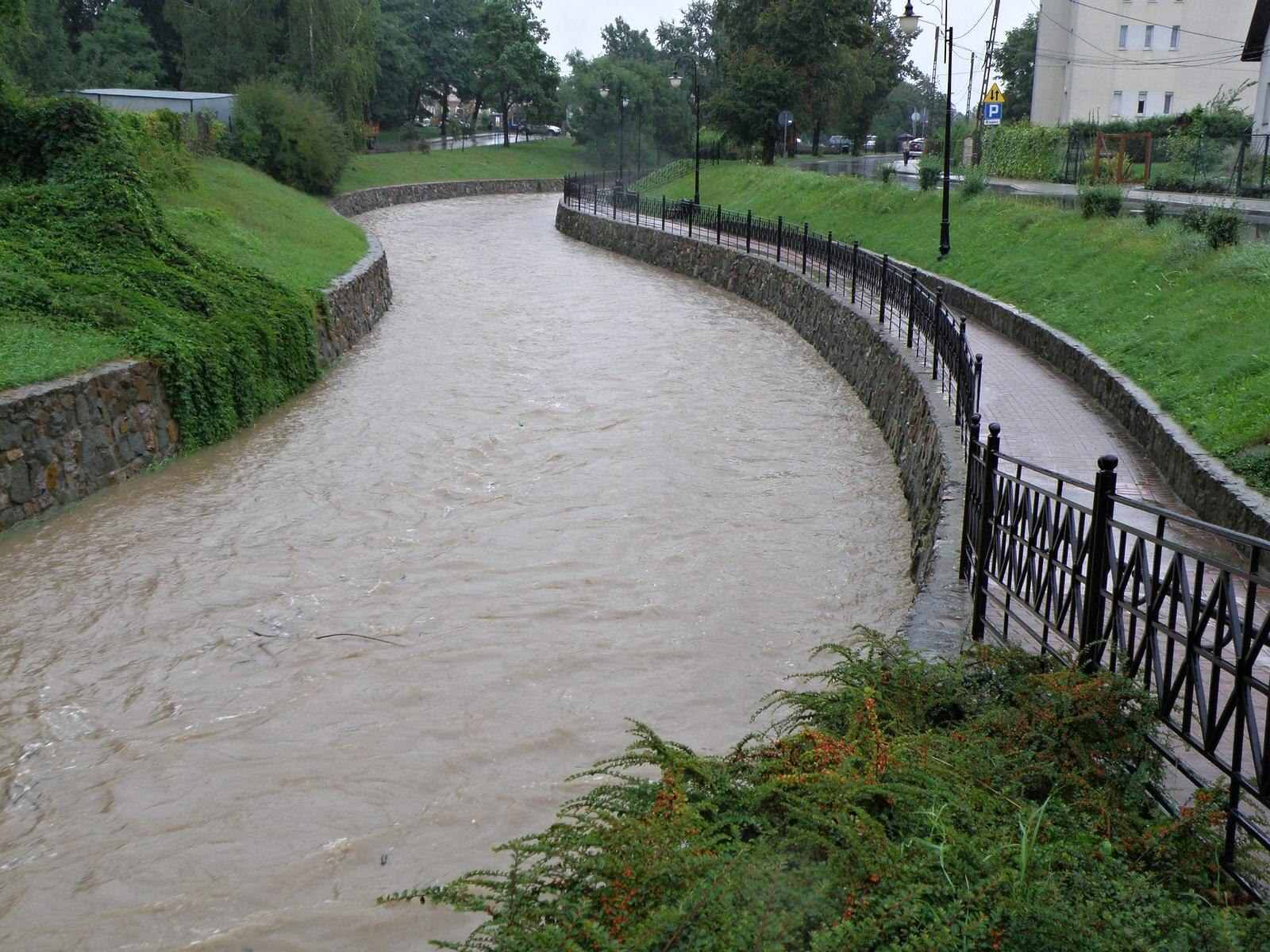

翁托克河（波蘭語：Wątok）是波蘭的河流，位於該國東南部，處於小波蘭省，屬於比亞瓦河的右支流，河道全長23公里，流域面積85平方公里，河口處在塔爾努夫。